# 야간 시력

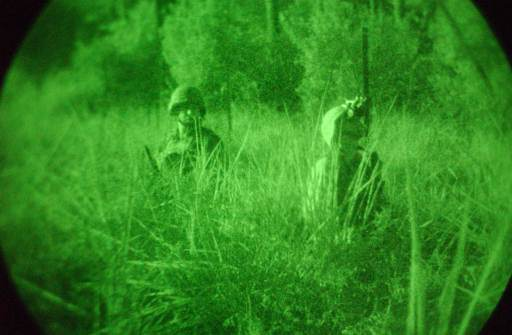
2003년 이라크 침공 당시, 미국 병사 2명이 광 증폭기를 통해 전방을 보는 모습.

야간 시력은 저조도 상태 또는 야간에 전방을 볼 수 있는 기능이다. 생물학적 또는 기술적 의미에 따라서, 야간 시력은 두 가지 접근법으로 조합이 가능하다. 하나는 충분한 스펙트럼 범위와 세기 범위이다. 인간의 눈에는 휘판이 존재하지 않기 때문에, 인간은 많은 동물에 비해 야간 시력이 떨어진다.

## 범위의 종류

### 스펙트럼 범위

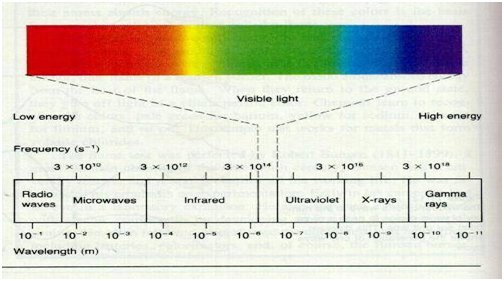
빛의 스펙트럼

야간에 유용한 스펙트럼 범위 기술은 인간 관찰자에게는 보이지 않는 전자기파를 감지할 수 있다. 인간의 시력은 오직 전자기 스펙트럼의 극히 일부만 볼 수 있으며, 이 범위를 가시광선이라고 한다. 넓어진 스펙트럼 범위는 관찰자가 근적외선이나 자외선을 이용하여 보이지 않는 스펙트럼 범위를 통해 볼 수 있는 이점을 가지게 된다. 일부 동물들은 인간보다 훨씬 넓은 범위의 스펙트럼을 가져 자외선이나 적외선도 볼 수 있다.

### 세기 범위
충분한 세기 범위는 단순히 적은 양의 빛, 즉 약한 세기의 빛으로도 볼 수 있는 능력이다. 많은 동물들은 인간보다 더욱 나은 야간 시력을 가지고 있고, 이는 눈의 해부학적 하나 이상의 차이로 가져오게 된 것이다.

## 같이 보기
- 온도 기록 카메라
- 야간 전투
- 저조도 텔레비전
- 존슨의 기준
- 스누퍼스코프

## 미국 특허
- US D248860 - Night vision Pocketscope
- US 4707595 - Invisible light beam projector and night vision system
- US 4991183 - Target illuminators and systems employing same
- US 6075644 - Panoramic night vision goggles
- 미국 특허 7,173,237
- US 6158879 - Infra-red reflector and illumination system